# 李继和 (宦官)
李继和（?—?），开封府（今河南省开封市）人，北宋宦官。
李继和以父任为内侍黄门。宋仁宗庆历年间，为河北西路承受。保州兵变，叛兵堵塞城门据守，北宋官军重围不能入城。李继和登南关门，密呼内应之人，晓谕祸福。兵变平定，迁两秩。沙苑缺马，宋仁宗下诏秦州置场以券市马。李继和就职仅数月，得马千匹。按制度，内侍入仕三十年才开始磨勘，从此以功劳进官之人不拘年资。环州弓箭手每年按时给酒，州将不给，军众喧哗，李继和加以劝阻，军众醒悟散去。朝廷知道后，擢声他为带御器械。官至宣庆使、文州团练使。贝州王则造反，李继和又为城下走马承受。官至入内副都知，在任上去世。